# Cristiano Citton
Cristiano Citton (Romano d'Ezzelino, 7 januari 1972) is een voormalig Italiaans wielrenner en baanwielrenner. Citton werd in 1996 en 1997 wereldkampioen ploegenachtervolgind. Hij nam deel aan de Olympische Spelen van 1996 waar hij een vierde plaats heeft behaald op de ploegenachtervolging.

## Belangrijkste resultaten

### baanwielrennen
1996
- Wereldkampioenschap baanwielrennen, ploegenachtervolging (samen met Adler Capelli,  Andrea Collinelli en Mauro Trentini)

1997
- Wereldkampioenschap baanwielrennen, ploegenachtervolging (samen met Adler Capelli,  Andrea Collinelli en Mario Benetton)
- Zesdaagse van Bassano del Grappa (samen met Andrea Collinelli)

### wegwielrennen
1993
- 4e etappe Ronde van de Ain

1996
- 2e etappe a Olympia's Tour
- eindklassement Olympia's Tour

1997
- Gran Premio della Liberazione
- 3e etappe b Olympia's Tour, ploegentijdrit (samen met  Giuseppe Baldoni, Daniele Contrini, Dario Cioni, Andrea Collinelli en Mirko Zanobini)